# The Divine Miss M
The Divine Miss M es el álbum debut de la cantante estadounidense Bette Midler, publicodo en 1972 por la discográfica Atlantic Records. Esta producción alcanzó el puesto #9 de las listas estadounidenses y fue certificado como "disco de platino" por la RIAA. Por él, además, Bette ganó el Premio Grammy a las nuevas artista del año.
El sencillo "Boogie Woogie Bugle Boy" alcanzó el puesto #8 del Billboard Hot 100 y el #1 del Adult Contemporary.

## Canciones

### Lado A
1. "Do You Want to Dance?" (Bobby Freeman) - 2:44
2. "Chapel of Love" (Jeff Barry, Ellie Greenwich, Phil Spector) - 2:55
3. "Superstar" (Bonnie Bramlett, Leon Russell) - 5:11
4. "Daytime Hustler" (Jeff Kent) - 3:34
5. "Am I Blue" (Jarry Akst, Grant Clark) - 5:25

### Lado B
1. "Friends" (Mark Klingman, Buzzy Linhart) - 2:50
2. "Hello In There" (John Prine) - 4:17
3. "Leader of the Pack" (Jeff Barry, Ellie Greenwich, George Morton) - 3:30
4. "Delta Dawn" (Larry Collins, Alex Harvey) - 5:18
5. "Boogie Woogie Bugle Boy" (Don Raye, Hughie Prince) - 2:25
6. "Friends" (Reprise) (Mark Klingman, Buzzy Linhart) - 2:54

- Datos: Q2883862